# Espectrina
La espectrina es una familia de proteínas fibrilares estructurales, que se encuentran en todas las células de los metazoos. Está conformada por cadenas de sub-unidades alfa α y beta β. 
Su principal función es el mantenimiento de la integridad de la membrana plasmática y la estructura del citoesqueleto, la mediación de la transducción de señales, y plataforma para canales de membrana, receptores y transportadores.

## Historia
En 1968 Marchesi y Steers describieron por primera vez una espectrina. Algunas formas de espectrina en neuronas, no se identificaron hasta décadas después. 
Su nombre deriva de las palabras francesa y latina para fantasma y aparición (spectre y spectrum), ya que se aisló originalmente de las membranas de los fantasmas de eritrocitos.
Si introducimos glóbulos rojos en un medio hipotónico éstos absorben agua y  estallan (lisis). Al lisarse, la hemoglobina sale al exterior del glóbulo rojo, quedando sólo la membrana, lo que recibe el nombre de "fantasma de eritrocitos" (spectre). Una de las proteínas del fantasma es la espectrina, y de ahí le viene el nombre.

## Características

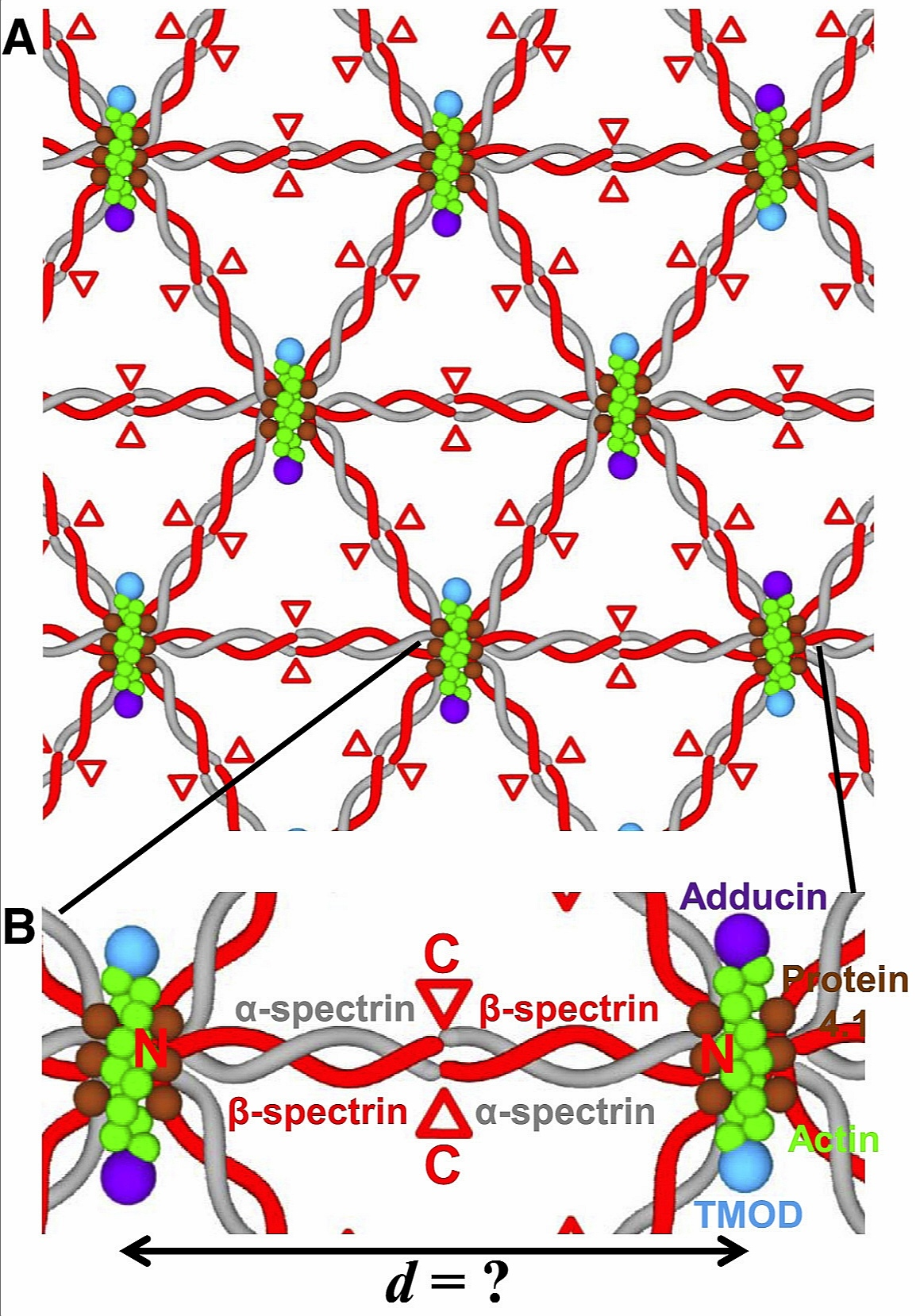
Disposición macro-molecular de Espectrina

La espectrina es una proteína periférica de membrana, por lo que su unión con ésta será relativamente débil.

Los vertebrados tienen dos subunidades α: la espectrina αI (SPTA) y la espectrina αII (SPTAN1),  y cinco subunidades β.
Se encuentra en la cara citoplasmática de la membrana y supone el 25% de las proteínas periféricas del eritrocito. Cada hematíe contiene unas 250 mil copias de espectrina.

La espectrina αI se expresa en los eritrocitos; en otras células, incluidas las neuronas, la espectrina αII es la única subunidad α. Aunque se encuentran en todas las células, las diferentes espectrinas β suelen estar restringidas a dominios subcelulares distintos, y algunas subunidades β son más abundantes en tipos celulares específicos.

## Estructura
La espectrina se encuentra en dímero formando una doble cadena, en la que la cadena alfa α es ligeramente más pesada y grande que la cadena beta β (heterodímero). Dos heterodímeros se asocian para formar un tetrámero. 
Primara
- Cadena alfa: 2419 aminoácidos, peso molecular 280 014 Daltons (Da).
- Cadena beta: 2137 aminoácidos, peso molecular 246 468 Da.

Secundaria
Dominios de la cadena alfa
- SH3 (Src Homology 3)
- EF-hand 1, 2, 3

Dominios de la cadena beta
- Calponin-homology (CH)1, 2

Terciaria
El elemento estructural central de las espectrinas es una unidad helicoidal repetitiva denominada repetición de espectrina. Normalmente, se pueden encontrar 20 repeticiones completas en la α-espectrina, mientras que las β-espectrinas contienen 16 (o 29 en el caso de las isoformas β-pesadas).
La espectrina α y la espectrina β interactúan de extremo a extremo para formar un heterodímero. Dos heterodímeros se asocian de manera antiparalela (α-β β-α) para formar un tetrámero. El tetrámero de la espectrina es la unidad funcional en el citoesqueleto. 
Las subunidades de espectrina se componen principalmente de repeticiones de espectrina, que forman una triple hélice superenrollada.

## Genética
Los invertebrados poseen un repertorio reducido de genes de espectrina. Los genomas de Caenorhabditis elegans y Drosophila melanogaster incluyen un único gen que codifica una α-espectrina y dos genes que codifican la β-espectrina convencional y β-pesada.

En el genoma de los mamíferos están presentes cuatro genes β convencionales, SPTB, SPTBN1, SPTBN2, SPTBN4, que codifican las espectrinas βI–βIV y un gen SPTBN5 codifica una gran espectrina βV (β-pesada).

En el humano, los genes son:
- para la cadena Alfa: SPTA1, SPTAN1
- para la cadena Beta: SPTB, SPTBN1, SPTBN2, SPTBN4, SPTBN5

## Unión a la membrana
Puede hacerlo mediante:
- Unión a la anquirina, la cual será un puente de unión entre la espectrina y una proteína transmembrana llamada banda 3.

- Unión con la actina y la banda 4.1, las cuales servirán para unirse a dos proteínas transmembrana (banda 3 y glucoforina).

## Mutaciones en la espectrina
La función que tiene la espectrina es la de dar esa forma de disco bicóncavo al eritrocito, constituyendo su citoesqueleto. Debido a su forma, el eritrocito es muy elástico y puede adaptarse para pasar por capilares incluso de diámetros inferiores a él. 
Si la espectrina es defectuosa se produce anemia hemolítica; pues los glóbulos rojos tienen forma esférica y son relativamente frágiles. La severidad de la anemia dependerá del grado de defecto de la espectrina.

## Función
Las subunidades de espectrina se componen principalmente de repeticiones de espectrina, que forman una superenrollado de triple hélice, que funciona como un resorte para permitir que los tetrámeros de espectrina se expandan y contraigan.
Funciona como interfaz para la mediación de la transducción de señales y diversos datos sobre la interacción de la espectrina con canales de membrana, moléculas de adhesión , receptores y transportadores.